# Selago diffusa
Selago diffusa är en flenörtsväxtart som beskrevs av Carl Peter Thunberg. Selago diffusa ingår i släktet Selago och familjen flenörtsväxter. Inga underarter finns listade i Catalogue of Life.